# Quebec Writers' Federation Awards
Les Quebec Writers' Federation Awards (en français, Prix de la Fédération des écrivains du Québec) sont une série de prix littéraires canadiens, décernés annuellement par la Quebec Writers' Federation aux meilleures œuvres littéraires en anglais par des écrivains du Québec. De 1988 à 1998, les prix étaient connus sous le nom de QSPELL Awards (Quebec Society for the Promotion of English-Language Literature Awards).

## Catégories
Des prix sont actuellement décernés dans huit catégories littéraires :
- Prix Paragraphe Hugh MacLennan pour la fiction (en anglais, The Paragraphe Hugh MacLennan Prize for Fiction). D'autres noms ont été utilisés historiquement pour ce prix : 
  - 1988 - 1990 : Fiction prize
  - 1991 - 2005 : Hugh MacLennan Prize for Fiction
- Prix Mavis-Gallant pour la non-fiction (en anglais, The Mavis Gallant Prize for Non-Fiction). D'autres noms ont été utilisés historiquement pour ce prix : 
  - 1988 - 1997 : Non-fiction Prize
- Prix A. M. Klein pour la poésie (en anglais, The A. M. Klein Prize for Poetry). D'autres noms ont été utilisés historiquement pour ce prix : 
  - 1988 - 1992 : Poetry Prize
- Prix Concordia University pour un premier livre (en anglais, The Concordia University First Book Prize), depuis 1996. D'autres noms ont été utilisés historiquement pour ce prix : 
  - 1996 - 1998 : First Book Award
  - 1999 - 2009 : McAuslan First Book Prize
  - 2010 : QWF First Book Prize
- Prix Cole Foundation pour la traduction / / The Cole Foundation Prize for Translation (vers le français ou vers l'anglais, en alternance annuellement), depuis 1998.
- Prix Janet Savage Blachford pour la littérature pour enfants et jeunes adultes (en anglais, The Janet Savage Blachford Prize for Children's and Young Adult Literature), depuis 2008;
- Prix du théâtre QWF (en anglais, The QWF Playwriting Prize), depuis 2018. Le prix est décerné tous les deux ans.
- Prix de la création parlée QWF (en anglais, The QWF Spoken Word Prize), depuis 2022.

Les prix pour la fiction, la non-fiction et la poésie sont décernés chaque année depuis 1988.
Quatre prix spéciaux sont également décernés : 
- Prix Judy Mappin de la communauté, depuis 1995. Le prix est décerné à une personne qui a joué un rôle important dans la création et le soutien de la communauté littéraire anglophone du Québec.
- Prix Carte Blanche pour le meilleur ouvrage publié dans la revue littéraire en ligne Carte Blanche de la Quebec Writers' Federation (en anglais, carte blanche Prize), depuis 2008
- Prix Max Margles pour la fiction (en anglais, The Max Margles Fiction Prize), depuis 2022. Le prix permet à un écrivain de travailler sur son manuscrit pendant quatre mois sans interruption.
- Prix des écrivains collégiaux QWF (en anglais, The QWF College Writers Award) depuis 2017. Le prix récompense un résident québécois inscrit dans un des collèges suivants : Collège Champlain, Collège Dawson, Collège Heritage, Collège John Abbott, Collège Marianopolis, et collège Vanier. Il est référé par le nom suivant depuis sa création jusqu'à 2019.
  - 2017 - 2019 : The QWF Prize for Young Writers

## Gagnants par année

### 1988
- Fiction : Hugh Hood, The Motor Boys in Ottawa
- Non-fiction : Witold Rybczynski, Home: A Short History of an Idea
- Poésie : David Solway, Modern Marriage

### 1989
- Fiction : Kenneth Radu, Distant Relations
- Non-fiction : Witold Rybczynski, The Most Beautiful House in the World
- Poésie : D. G. Jones, Balthazar and Other Poems

### 1990
- Fiction : Mordecai Richler, Solomon Gursky Was Here
- Non-fiction : David Solway, Education Lost: Reflections on Contemporary Pedogogical Practice
- Poésie : Erin Mouré, WSW (West South West) et Bruce Taylor, Cold Rubber Feet

### 1991
- Fiction : Kenneth Radu, A Private Performance
- Non-fiction : Donald MacKay, Flight from Famine
- Poésie : Eric Ormsby, Bavarian Shrine and Other Poems

### 1992
- Fiction : Ray Smith, A Night at the Opera
- Non-fiction : Mary Meigs, In the Company of Strangers
- Poésie : Naomi Guttman, Reasons for Winter

### 1993
- Fiction : P. Scott Lawrence, Missing Fred Astaire
- Non-fiction : Zhimei Zhang, Foxspirit: A Woman in Mao's China
- Poésie : Ralph Gustafson, Configurations at Midnight

### 1994
- Fiction : Ann Diamond, Evil Eye
- Non-fiction : Laura S. Groening, E.K. Brown: A Study in Conflict
- Poésie : Julie Bruck, The Woman Downstairs et Raymond Filip, Flowers in Magnetic Fields

### 1995
- Fiction : George Szanto, Friends & Marriages
- Non-fiction : Charles Foran, The Last House of Ulster: A Family in Belfast
- Poésie : D. G. Jones, The Floating Garden
- Communauté : Judith Mappin

### 1996
- Fiction : Trevor Ferguson, The Time Keeper
- Non-fiction : T. F. Rigelhof, A Blue Boy in a Black Dress: A Memoir
- Poésie : Anne Carson, Glass, Irony and God
- Premier livre : Blema Steinberg, Shame and Humiliation: Presidential Decision Making on Vietnam
- Communauté : Bryan Demchinsky

### 1997
- Fiction : Charles Foran, Butterfly Lovers
- Non-fiction : William Weintraub, City Unique: Montreal Days and Nights in the 40s and 50s
- Poésie : Ralph Gustafson, Visions Fugitive
- Premier livre : Irene Burstyn, Picking Up Pearls
- Communauté : Shelley Pomerance

### 1998
- Fiction : Mordecai Richler, Barney's Version
- Non-fiction : David Manicom, Progeny of Ghosts: Travels in Russia and the Old Empire
- Poésie : Anne Carson, Autobiography of Red
- Premier livre : Matthew Friedman, Fuzzy Logic: Dispatches from the Information Revolution
- Traduction : Hélène Rioux, Self (Yann Martel)
- Communauté: Simon Dardick et Nancy Marrelli

### 1999
- Fiction : Elyse Gasco, Can You Wave Bye-Bye, Baby?
- Non-fiction : Elaine Kalman Naves, Putting Down Roots
- Poésie : Bruce Taylor, Facts
- Premier livre : Elyse Gasco, Can You Wave Bye-Bye, Baby?
- Traduction : Sheila Fischman, These Festive Nights (Marie-Claire Blais)
- Communauté : Mireille Goulet

### 2000
- Fiction : Julie Keith, The Devil Out There
- Non-fiction : Taras Grescoe, Sacré Blues: An Unsentimental Journey Through Quebec
- Poésie : Rachel Rose, Giving My Body to Science
- Premier livre : Taras Grescoe, Sacré Blues: An Unsentimental Journey Through Quebec
- Traduction : Claire Dé, Montréal barbare (Robert Majzels)
- Communauté : Patricia Pleszcynska

### 2001
- Fiction : Yann Martel, L'Odyssée de Pi
- Non-fiction : Jack Todd, A Taste of Metal: A Deserter's Story
- Poésie : Anne Carson, The Beauty of the Husband
- Premier livre : Jack Todd, A Taste of Metal: A Deserter's Story
- Traduction : Phyllis Aronoff et Howard Scott, The Great Peace of Montreal of 1701: French-Native Diplomacy in the Seventeenth Century (Gilles Havard)
- Communauté : Germain Lefebvre

### 2002
- Fiction : Neil Bissoondath, Doing the Heart Good
- Non-fiction : Henry T. Aubin, The Rescue of Jerusalem
- Poésie : Norm Sibum, Girls and Handsome Dogs
- Premier livre : Nalini Warriar, Blues from the Malabar Coast
- Traduction : Pan Bouyoucas, Dans l'ombre de Maggie (Sheila Arnopoulos)
- Communauté : Linda Shohet

### 2003
- Fiction : David Homel, The Speaking Cure
- Non-fiction : Elaine Kalman Naves, Shoshanna's Story
- Poésie : Susan Gillis, Volta
- Premier livre : Neale McDevitt, One Day Even Trevi Will Crumble
- Traduction : Fred A. Reed et David Homel, The Heart Is an Involuntary Muscle (Monique Proulx)
- Communauté : Linda Leith

### 2004
- Fiction : Edeet Ravel, Look for Me
- Non-fiction : Joel Yanofsky, Mordecai and Me: An Appreciation of a Kind
- Poésie : Carmine Starnino, With English Subtitles
- Premier livre : Jaspreet Singh, Seventeen Tomatoes: Tales from Kashmir
- Traduction : Lori Saint-Martin et Paul Gagné, Un baume pour le cœur (Neil Bissoondath)
- Communauté : Margaret Goldik et Ian McGillis

### 2005
- Fiction : Neil Bissoondath, The Unyielding Clamour of the Night
- Non-fiction : Fred Bruemmer, Survival: A Refugee Life
- Poésie : Erin Mouré, Little Theatres
- Premier livre : Marci Denesiuk, The Far Away Home et Dimitri Nasrallah, Blackbodying
- Traduction : Fred A. Reed, Truth or Death: The Quest for Immortality in the Western Narrative Tradition (Thierry Hentsch)
- Communauté : Guy Rodgers

### 2006
- Fiction : Rawi Hage, De Niro's Game
- Non-fiction : Sherry Simon, Translating Montreal: Episodes in the Life of a Divided City
- Poésie : Susan Elmslie, I, Nadja and Other Poems
- Premier livre : Rawi Hage, De Niro's Game
- Traduction : Lori Saint-Martin et Paul Gagné, La Clameur des ténèbres (Neil Bissoondath)
- Communauté : Julie Keith

### 2007
- Fiction : Heather O'Neill, Lullabies for Little Criminals
- Non-fiction : Julie Barlow et Jean-Benoît Nadeau, The Story of French
- Poésie : David Solway, Reaching for Clear: The Poetry of Rhys Savarin
- Premier livre : Neil Smith, Bang Crunch
- Traduction : Lazer Lederhendler, The Immaculate Conception (Gaétan Soucy)
- Communauté : André Vanasse

### 2008
- Fiction : Rawi Hage, Cockroach
- Non-fiction : Taras Grescoe, Bottomfeeder: How to Eat Ethically in a World of Vanishing Seafood
- Poésie : Peter Richardson, Sympathy for the Couriers
- Premier livre : Adam Leith Gollner, The Fruit Hunters: A Story of Nature, Adventure, Commerce and Obsession
- Traduction : Lori Saint-Martin et Paul Gagné, Big Bang (Neil Smith)
- Littérature pour enfants et jeunes adultes : Raquel Rivera, Orphan Ahwak
- Communauté : Mary Soderstrom
- Carte Blanche : J. R. Carpenter, "Wyoming is Haunted"

### 2009
- Fiction : Colin McAdam, Fall
- Non-fiction : Eric Siblin, The Cello Suites
- Poésie : Carmine Starnino, This Way Out
- Premier livre : Eric Siblin, The Cello Suites
- Traduction : Lazer Lederhendler, Nikolski (Nicolas Dickner)
- Littérature pour enfants et jeunes adultes : Monique Polak, What World is Left
- Communauté : Luci et Adrian King-Edwards
- Carte Blanche : Julie Mahfood, Changing Winter Tires

### 2010
- Fiction : Miguel Syjuco, Illustrado
- Non-fiction : Cleo Paskal, Global Warring: How Environmental, Economic, and Political Crises Will Redraw the World Map
- Poésie : Kate Hall, The Certainty Dream
- Premier livre : Sean Mills, The Empire Within: Postcolonial Thought and Political Activism in Sixties Montreal
- Traduction : Paule Champoux, Québec, ville du patrimoine mondial (David Mendel, Quebec, World Heritage City)
- Littérature pour enfants et jeunes adultes : Caryl Cude Mullin, Rough Magic
- Communauté : Ilona Martonfi[2]
- Carte Blanche : Mark Paterson, Something Important and Delicate

### 2011
- Fiction : Dimitri Nasrallah, Niko
- Non-fiction : Joel Yanofsky, Bad Animals: A Father's Accidental Education in Autism
- Poésie : Gabe Foreman, A Complete Encyclopedia of Different Types of People
- Premier livre : Ann Scowcroft, The Truth of Houses[3]
- Traduction : Lazer Lederhendler, Apocalypse for Beginners (Nicolas Dickner, Tarmac)
- Littérature pour enfants et jeunes adultes : Alan Silberberg, Milo
- Communauté : Endre Farkas
- Carte Blanche : Gillian Sze, Like This Together

### 2012
- Fiction : Rawi Hage, Carnival
- Non-fiction : Taras Grescoe, Straphanger: Saving Our Cities and Ourselves from the Automobile
- Poésie : Oana Avasilichioaei, We, Beasts
- Premier livre : Alice Petersen, All The Voices Cry
- Traduction : Éric Fontaine, T'es con, point (Doug Harris, YOU Comma Idiot)
- Littérature pour enfants et jeunes adultes : Catherine Austen, 26 Tips for Surviving Grade 6
- Communauté : Steve Luxton
- Carte Blanche : Heather Davis, Aria[4]

### 2013
- Fiction : Saleema Nawaz, Bone and Bread
- Non-fiction : Adam Leith Gollner, The Book of Immortality
- Poésie : Ken Howe,  The Civic-Mindedness of Trees
- Premier livre : Andrew Szymanski, The Barista and I
- Traduction : Donald Winkler, The Major Verbs
- Littérature pour enfants et jeunes adultes : Paul Blackwell, Undercurrent
- Carte Blanche : Juliet Waters, Bluefooted

### 2014
- Fiction : Sean Michaels, Us Conductors
- Non-fiction : Chantal Hébert, The Morning After: The 1995 Quebec Referendum and the Day that Almost Was
- Poésie : Sina Queyras, MxT
- Premier livre : Anna Leventhal, Sweet Affliction
- Littérature pour enfants et jeunes adultes : Monique Polak, Hate Mail
- Communauté : Elizabeth Macdonnell
- Carte Blanche : Elaine Kennedy et Sheryl Curtis, It’s Late, Doctor Schweitzer (Didier Leclair)

### 2015
- Fiction : Neil Smith, Boo
- Non-fiction : Carlos Fraenkel, Teaching Plato in Palestine: Philosophy in a Divided World
- Poésie : David McGimpsey, Asbestos Heights
- Premier livre : Anita Anand, Swing in the House and Other Stories
- Traduction : Debbie Blythe, Turkey and the Armenian Ghost: On the Trail of the Genocide
- Communauté : Maya Munro Byers
- Carte Blanche : Deborah Van Slet, Self-Serve

### 2016
- Fiction : Liam Durcan, The Measure of Darkness
- Non-fiction : Daniel J. Levitin, A Field Guide to Lies: Critical Thinking in the Information Age
- Poésie : Kelly Norah Drukker, Small Fires
- Premier livre : Kelly Norah Drukker, Small Fires
- Traduction : Lori Saint-Martin et Paul Gagné, Solomon Gursky (Mordecai Richler, Solomon Gursky Was Here)
- Littérature pour enfants et jeunes adultes : Bonnie Farmer, Oscar Lives Next Door
- Communauté : Rana Bose
- Carte Blanche : Lesley Trites, Rabbits with Red Eyes

### 2017
- Fiction : Heather O'Neill, The Lonely Hearts Hotel [5]
- Non-fiction : Sandra Perron, Out Standing in the Field: A Memoir by Canada's First Female Infantry Officer
- Poésie : Erin Robinsong, Rag Cosmology
- Premier livre : Jocelyn Parr, Uncertain Weights and Measures
- Traduction : Peter Feldstein, The Pauper's Freedom: Crime and Poverty in Nineteenth-Century Quebec (Jean-Marie Fecteau, La liberté pauvre)
- Littérature pour enfants et jeunes adultes : Karen Nesbitt, Subject to Change
- Communauté : Philip Lanthier
- Carte Blanche : Domenico Martinello, Ferrante in the Cellar: A Vulgar Appreciation
- Prix des écrivains collégiaux QWF : Nicola Sibthorpe, Artemsia Absinthum

### 2018
- Fiction :  Eliza Robertson, Demi-Gods
- Non-fiction : Judi Rever, In Praise of Blood
- Poésie : Sina Queyras, My Ariel
- Premier livre : Paige Cooper, Zolitude
- Traduction : Dominique Fortier, Hotel Lonely Hearts (Heather O'Neill, The Lonely Hearts Hotel)
- Littérature pour enfants et jeunes adultes : Anne Renaud, Mr Crum's Potato Predicament[6]
- Communauté : Lynn Verge
- Carte Blanche : Alisha Dukelow, loss of (her)self
- Théâtre : Erin Shields, Paradise Lost
- Prix des écrivains collégiaux QWF : Emily Crompton, You, Icarus

### 2019
- Fiction : David Homel, The Teardown
- Non-fiction : Susan Doherty, The Ghost Garden
- Poésie : Tess Liem, Obits
- Premier livre : Lindsay Nixon, nîtisânak
- Traduction : Oana Avasilichioaei, The Faerie Devouring (La dévoration des fées par  Catherine Lalonde)
- Littérature pour enfants et jeunes adultes: Raquel Rivera, Yipee's Gold Mountain
- Communauté : Louis Rastelli
- Carte blanche : Eliza Robertson, Aquanauts
- Prix des écrivains collégiaux QWF : François Provencher, Head of Heaven

### 2020
- Fiction : Kaie Kellough, Dominoes at the Crossroads
- Non-fiction : Taras Grescoe, Possess the Air: Love, Heroism, and the Battle for the Soul of Mussolini’s Rome
- Poésie : Sarah Wolfson, A Common Name for Everything
- Premier livre :  Madelaine Caritas Longman, The Danger Model
- Traduction : Benoît Laflamme, Éclipse électrique (The Knockoff Eclipse de Melissa Bull)
- Littérature pour enfants et jeunes adultes : Marie-Louise Gay, The Three Brothers
- Théâtre : Mishka Lavigne, Albumen
- Communauté : Jan Jorgensen
- Carte blanche : Alexei Perry Cox, “It’s a Slow Ride”

### 2021
- Fiction : Mikhail Iossel, Love Like Water, Love Like Fire
- Non-fiction : Samir Shaheen-Hussain, Fighting for a Hand to Hold: Confronting Medical Colonialism Against Indigenous Children in Canada
- Poésie : Sarah Venart, I Am the Big Heart
- Premier livre : Samir Shaheen-Hussain, Fighting for a Hand to Hold: Confronting Medical Colonialism Against Indigenous Children in Canada
- Traduction : Sarah Henzi, I Am a Damn Savage; What Have You Done to My Country? (Je suis une Maudite sauvagesse; Qu’as-tu fait de mon pays? de An Antane Kapesh)
- Littérature pour enfants et jeunes adultes : Monique Polak, Room for One More
- Communauté : H. Nigel Thomas et Richard King
- Carte blanche : Noa Padawer-Blatt, Tricks
- Prix des écrivains collégiaux QWF : Julian Button-Nadon, A Fisher's Parade

### 2022
- Fiction : Baharan Baniahmadi, Prophetess
- Non-fiction : Marc Raboy, Looking for Alicia: The Unfinished Life of an Argentinian Rebel
- Poésie : D.M. Bradford, Dream of No One But Myself
- Premier livre : Trynne Delaney, The half-drowned
- Traduction : Nicolas Calvé, Plus aucun enfant autochtone arraché (Fighting for a Hand to Hold: Confronting medical Colonialism Against Indigenous Children in Canada de Samir Shaheen-Hussain)
- Littérature pour enfants et jeunes adultes : Matthew Forsythe, Mina
- Théâtre : Erin Shields, The Millennial Malcontent
- Création parlée : Roen Higgins, “Free Your Mind” -- Lucia De Luca, “Not in the Bike Commercial” -- Erín Moure, “Odiama”
- Communauté : Ian Ferrier
- Carte blanche : Meryem Yildiz, Some Kind of Light
- Prix Max Margles pour la fiction : June Park
- Prix des écrivains collégiaux QWF : Eden Andrews, Misremembering

### 2023
- Fiction : Ann-Marie MacDonald, Fayne
- Non-fiction : Andrew Stobo Sniderman & Douglas Sanderson (Amo Binashii), Valley of the Birdtail: An Indian Reserve, a White Town, and the Road to Reconciliation
- Poésie : Erin Robinsong, Wet Dream
- Premier livre : Andrew Stobo Sniderman & Douglas Sanderson (Amo Binashii), Valley of the Birdtail: An Indian Reserve, a White Town, and the Road to Reconciliation
- Traduction : Katia Grubisic, To See Out the Night (Dormir sans tête) de David Clerson
- Littérature pour enfants et jeunes adultes : Edeet Ravel, A Boy is Not a Ghost
- Théâtre :
- Création parlée : Michael "BeWyrd" Clarke, “Survival Mechanisms” -- Caitlin Murphy, “All the Screams” -- Deb Vanslet, “Laughter in the Rain”
- Communauté : Eliser Moser
- Carte blanche : H Felix Chau Bradley, Three Disorientations
- Prix des écrivains collégiaux QWF : Katherine Li, Effloresce

### 2024
- Fiction : Sabrina Reeves, Little Crosses
- Non-fiction : Gail Scott, Furniture Music
- Poésie : Derek Webster, National Animal
- Premier livre : Little Crosses de Sabrina Reeves
- Traduction : Stéphane Martelly, Équateur magnétique, traduction de Magnetic Equator by Kaie Kellough
- Littérature pour enfants et jeunes adultes : Marie-Louise Gay, Hopscotch
- Théâtre : Leanna Brodie & Jovanni Sy, Salesman in China
- Création parlée : Moe Clark, committing a dream / pawâkan Palestine ; Lucia De Luca, Congratulations ; Mac van den Hoeven, Memory Justice
- Communauté : Christopher DiRaddo
- Carte blanche : Lena Palacios, Playtime in Carmella’s Room: A Memoir
- Prix des écrivains collégiaux QWF : Maxence Gagné, Echoes of Leïla